# Challenger Glacier (Washington)
Der Challenger Glacier ist ein Gletscher im North Cascades National Park im US-Bundesstaat Washington am Nordhang des Mount Challenger. Der Gletscher fließt von etwa 8.000 ft (2.438 m) bis auf etwa 5.000 ft (1.524 m) Höhe herab. Mit über 2 mi (3,2 km) Breite endet der Challenger Glacier in einer breiten Zunge mit tiefen Spalten und zahlreichen Eisstürzen und einem Ausläufer im Norden, der in einem Eisstausee endet. Der Aufstieg auf den Gletscher ist eine der am häufigsten gewählten Routen zum Gipfel des Mount Challenger.